# Flammenwerfer 35
Il Flammenwerfer 35 (Flammenwerfer in tedesco significa "lanciafiamme") era un lanciafiamme portatile, manovrato da un soldato. Esso utilizzava azoto compresso per lanciare liquido infiammabile a una distanza di 30 metri. Nonostante le squadre armate di quest'arma fossero estremamente vulnerabili, dato che il contenitore di liquido infiammabile era esposto al fuoco nemico, essa era assai efficace. Il modello 35 era una versione modificata del lanciafiamme tedesco in uso nella prima guerra mondiale. L'arma nel suo complesso pesava 35,8 kg, con una capacità di 11,8 litri di Flammöl 19 (una miscela a base di benzina) e una gittata di 25 metri circa.

## Impiego
Il Flammenwerfer era utilizzato per ripulire i bunker, le trincee e altri luoghi chiusi, dove le fiamme divampavano sterminando i nemici. Fu impiegato per la prima volta sul fronte orientale tra i soldati della VI armata.

## Carri lanciafiamme
Vennero approntate delle versioni sperimentali di carri con il Flammenwerfer; per esempio alcuni carri Panzer I  vennero dotati di un Flammenwerfer portatile installato al posto della mitragliatrice con liquido incendiario sufficiente a 10 secondi di fuoco a 25 metri. Questa installazione non venne resa definitiva, ma usata solo da carri della 5. Leichte-Division durante l'assedio di Tobruk. Sul Flammenwerfer auf I Ausf B venne poi montato il successivo Flammenwerfer 40. Essendo comunque impotente contro i carri russi o americani, rappresentava più che altro un'arma efficace contro la fanteria. Alcuni carri armati italiani montarono il Flammenwerfer, ma il carrello di rifornimento per il lanciafiamme era troppo esposto all'artiglieria nemica.